# Andrea Ferrari
Andrea Ferrari (Buenos Aires, 13 de diciembre de 1961) es una periodista y escritora de literatura infantil y juvenil argentina, conocida por ganar el premio literario El Barco de Vapor en 2003 y el premio Jaén de Narrativa Juvenil en 2007.

## Biografía

### Periodista
Se graduó como traductora literaria de inglés en el Instituto Superior en Lenguas Vivas “J.R. Fernández”, y cursó algunos años de Filosofía y Letras, pero pasó a realizar tareas periodísticas —primero trabajos de traducción y luego algunos artículos—, hasta que en 1984 se convirtió en coordinadora periodística de la revista argentina El Porteño.
En 1987 se incorporó al periódico Página/12 desde su creación, pasando por distintas áreas como editora hasta el año 2003. Desde entonces, centra su carrera como escritora, aunque actualmente sigue colaborando ocasionalmente con ese diario.

### Novelista
Empezó a escribir cuentos infantiles para su hija Valeria después de su nacimiento. Su primer libro, Las ideas de Lía, es un conjunto de esos cuentos y fue publicado en 2001. Dos años más tarde ganaba su primer premio literario con la novela El complot de las flores, que fue editado tanto en Madrid como en Buenos Aires y fue traducido al portugués y al coreano.

## Obras literarias

### Narrativa de cuentos
- Las ideas de Lía, Ediciones Colihue, Buenos Aires, 2001.[2]
- El complot de las flores, Ediciones SM, Madrid, 2003.[3]
- Las mil y una noches de Irak. La guerra explicada a los chicos, Página/12, Buenos Aires, 2003.[4]
- Café solo, Ediciones SM, Madrid, 2004.[5]
- La rebelión de las palabras, Santillana, Buenos Aires, 2004.[6]
- El hombre que quería recordar, Ediciones SM, Madrid, 2005.[7]
- También las estatuas tienen miedo, Alfaguara Juvenil, Buenos Aires, 2005.[8]
- Aunque diga fresas, Ediciones SM, Madrid, 2005.[9]
- El camino de Sherlock, Alfaguara Juvenil, Madrid, 2007. Serie “Francisco Méndez”.[10]
- El círculo de la suerte, Santillana, Buenos Aires, 2008.[11]
- El diamante oscuro, Ediciones SM, Madrid, 2008.[12]
- El increíble Kamil, Ediciones SM, Madrid, 2009.[13]
- No es fácil ser Watson, Alfaguara Juvenil, Buenos Aires, 2010. Serie “Francisco Méndez”.[14]
- La vida secreta de los objetos, Libresa, Quito, 2011.[15]
- La fábrica de serenatas, Alfaguara Juvenil, Buenos Aires, 2012.[16]
- La noche del polizón, Norma, Buenos Aires, 2012.[17]
- No me digas Bond, Alfaguara Juvenil, Buenos Aires, 2013. Serie “Francisco Méndez”.[18]
- Zoom, Ediciones SM, Buenos Aires, 2013.[19]
- Los chimpancés miran a los ojos, Alfaguara Juvenil, Buenos Aires, 2014.[20]
- La velocidad de la música, Alfaguara Juvenil, Buenos Aires, 2015. Serie “Sol de noche”.[21]
- Las marcas de la mentira, Santillana, Buenos Aires, 2015. Serie “Sol de noche”.[22]
- El ruido del éxito, Santillana, Buenos Aires, 2016. Serie “Sol de noche”.[23]
- Las últimas páginas de mi vida, Norma, 2017.[24]
- Quizás en el tren (en coautoría con Martín Blasco), Loqueleo, 2018.[25]
- Las iguales, Loqueleo, 2019.[26]
- Detrás de la máscara, Ciudad Autónoma de Buenos Aires: Alfaguara, 2022.

## Premios y distinciones
- Finalista del “Premio Latinoamericano de Literatura Infantil y Juvenil de Norma-Fundalectura de Colombia” (2002), por Café solo.[1]
- “Premio El Barco de Vapor” (2003), por El complot de las flores.[27][28]
- Mención en la lista “White Ravens 2006” de la Biblioteca Internacional de la Juventud de Múnich, por El hombre que quería recordar.[1]
- “Premio Jaén de Narrativa Juvenil” (2007), por El camino de Sherlock.[29]
- Finalista del “Premio Internacional de literatura infantil Julio C. Cobas” (2011), por La vida secreta de los objetos.[1]
- “Premio Destacados de ALIJA” en la categoría Novela Juvenil (2012), por La noche del polizón.[30]
- “Premio Destacados de ALIJA” en la categoría Novela (2013), por Zoom.[31]
- “Premio Fundación Cuatrogatos” (2015), por Zoom.[32]
- Premio Konex Diploma al Mérito (2024), por su trabajo en la última década en Literatura Juvenil.[33]